# 平凡パンチ
『平凡パンチ』（へいぼんパンチ）は、マガジンハウスが過去に発行していた日本の男性向け週刊誌。同社の中核を担う雑誌だった。1964年4月28日、マガジンハウスの前身、平凡出版から創刊された。
なお、同じ出版社から刊行されていた月刊誌『Monthly平凡パンチ』や、総合週刊誌『週刊平凡』とは別の雑誌である。

## 歴史・概要
団塊世代後のファッション・情報・風俗・グラビアなどを扱う週刊誌だった。隔月版としてA4サイズのヌードグラビア誌も出版していた。週刊誌としては既に休刊扱いだが、時期については下の事情から見解が分かれる。
創刊に際し、編集部は『ヒッチコック・マガジン』（1959年 - 1963年）を参考にしたとされる。当時人気を二分していた『週刊プレイボーイ』が記事に偏重傾向であったのに対し、平凡パンチはセクシーグラビアやファッション面に長じていた。
1966年に発行部数100万部を突破、活字メディアだけではなく、ニッポン放送のラジオ番組『ザ・パンチ・パンチ・パンチ』を放送。セクシーなDJとモコ・ビーバー・オリーブのパンチガール三人が人気を得た。松田聖子は1980年のパンチガールの一人であり、デビューから支援することで彼女をトップアイドルに押し上げた一要素となった。1980年代中ごろ、刷新・テコ入れ策として、表紙をサトウサンペイのイラストに変えたり、読者投稿欄で「トーキングジム」を開始したりした。
『エイリアン』でアンドロイドのアッシュがリプリーを襲った際に使われたのは木之内みどりが表紙の1978年3月20日号の平凡パンチである。これは宇宙船の所有者が日本企業という設定だったことによるもの。

### 最初の休刊
社の方針から「POPEYE」「BRUTUS」が専門カテゴリの新週刊誌として創刊し、複合展開されていくようになり、母体である「平凡パンチ」の発行部数落ち込みにつながった。かくして1988年10月、半年後の新生復活を宣言しつつ「冬眠」宣言をし最初の休刊となった。

### 復刊、そして再び休刊
1989年2月9日、文字通り全面新装版として『NEWパンチザウルス』が創刊。再創刊の発行人は赤木洋一、編集人は武智京太郎。巻頭の「ザウルス宣言」には映画監督のスティーヴン・スピルバーグがメッセージを寄せている。
再創刊では他誌に流れた情報関連をコミックで補完する形式での一新を目指した。かつての読者コーナーを杉作J太郎が担当したり、プロアマ問わずの漫画家対抗戦などの企画も始まる（『ガロ』入選経験のある休石ひろふみが参加）。だが従来の平凡パンチ読者の呼び戻しも、新購読者開拓もいずれも失敗、わずか4か月で再度休刊。
パンチザウルス失敗の要因としては、セクシー路線や多少アングラ色のある記事傾向等の平凡パンチ読者が求める本質を見過ごし全くの新創刊に走ったことや、それまで漫画雑誌出版・維持のノウハウが乏しくコミック雑誌としても中途半端だったことなどが挙げられる。

## 主な連載漫画
- 生きる（根本敬）
- パラダ（作：阿久悠 / 画：上村一夫）
- CVゼニー（鈴木義司）
- ポコチン共和国（黒鉄ヒロシ）
- 新・ぽこちん共和国（黒鉄ヒロシ）
- 産死郎（黒鉄ヒロシ）
- ギッタンバッコン物語（はらたいら）
- 逆イソップ物語（モンキー・パンチ）
- 男の劇場（みなもと太郎）
- 日本列島蝦蟇蛙（ジョージ秋山）
- 耳鳴りのする朝（ジョージ秋山）
- でこぼこハイウェイ（北見けんいち）
- 防人ぽぱい（政岡としや）
- 喧嘩道（笠太郎）
- 松尾馬蕉（赤塚不二夫）
- LIVE!オデッセイ（作：狩撫麻礼 / 画：谷口ジロー）
- 怒りの吹田テレビ（どおくまんプロ）
- 南吹田大学野球部（どおくまんプロ）
- 愛のさかあがり（とり・みき）
- 風の隼（黒咲一人）
- 奇妙キテレツ劇場（田村信）
- トラップ一族（田村信）
- パンク・ドラゴン（いしかわじゅん）
- こちら凡人組（新田たつお）
- ジオラマボーイ パノラマガール（岡崎京子）